# V639 Андромеды
V639 Андромеды (лат. V639 Andromedae) — одиночная переменная звезда в созвездии Андромеды на расстоянии (вычисленном из значения параллакса) приблизительно 45049 световых лет (около 13812 парсеков) от Солнца. Видимая звёздная величина звезды — от +13,1m до +12,3m.

## Характеристики
V639 Андромеды — оранжевая пульсирующая полуправильная переменная звезда (SR:) спектрального класса K. Эффективная температура — около 3682 K.